# Atrejeva riznica
Atrejeva riznica (Atrejeva grobnica) je grobni tolos u Mikeni iz oko 1300. pr. Kr. koja je pripisana mitskom kralju Atreju, Agamemnonovu ocu.
U Mikeni je pronađeno 9 grobnica pokrivenih “lažnom kupolom” od kojih je Atrejeva grobnica najveća i najpoznatija. 
Riznica se sastoji od dromosa, centralne dvorane i bočne prostorije. Kompleks je izgrađen u brdu, tako da se s vanjske strane vidi samo ulazni dio – dromos (prilaz širok 5, a dug 36 metara) koji završava ulazom (visokim 5 metara) koji je nadsvođen gredom iznad koje je ostavljen trokutast otvor kako bi se olakšao pritisak na gredu (poput Lavljih vrata na Mikeni). Jedan od nadvratnika je bio unutrašnji, dug oko 9 m a širok preko 5 m, visine oko 1.20 m a težak oko 12 tona. Taj je prostor prvobitno bio nevidljiv izvana jer je bio pokriven nizom crvenih i zelenih kamenih ploča, sa spiralnim i drugim ornamentima izrađenim u tehnici reljefa. Sam je ulaz bio flankiran bogato rezbarenim, zelenim polustupovima, koji se danas nalaze u Britanskom muzeju. Cijelu je dekoraciju 1810. uništio Turčin Veli – paša. Dromos se na svom kraju spušta, a od ulaza vodi kratki hodnik do glavne kružne prostorije. 
Glavni kružni prostor natkriven je lažnom kupolom, što znači da su redovi kamena postepeno ispuštaju tvoreći jedinstven zakrivljeni zid koji se sužava do vrha s krunskim kamenom. Svaki vodoravni kamen zaobljen je s unutarnje vidljive strane prilagođavajući se kružnom obliku tlocrta, a gornje strane su izbočene te tako nastaje lažna kupola u obliku košnice. Zidovi su prvotno bili ukrašeni brončanim pločama, možda rozetama čiji se brončani prikivci još vide. Prostorija je služila da se u njoj okupe članovi porodice i održe običaje u čast pokojnika. Kružna prostorija sagrađena je u jednom usjeku u stijeni, ali je njen gornji dio, tj. kupola, ipak nadvisivao okolno tlo. Zato je vrh kupole bio pokriven humkom, koji je možda bio obložen bijelom ilovačom, dok je osnovica humka bila opasana potpornim zidom kamena. Vretenasta kupola je visoka 13.6, a promjera 14.5 metara i iz nje se ulazi u manji četverokutni prostor, vjerojatno riznicu (ili po nekima kriptu). 
Atrejevu riznicu gradio je vjerojatno isti arhitekt koji je kreirao i kupolni grob u Orhomenu i Lavlja vrata u Mikeni. U tim je grobovima usavršio stari tip gradnje do veličanstvene monumentalnosti. Mogao je to postići zahvaljujući tome što se tehnika obrade kamena uzdigla do zavidnog stupnja. 
- Mikenska kultura
- Lavlja vrata